# CR.42戰鬥機

CR.42三視圖

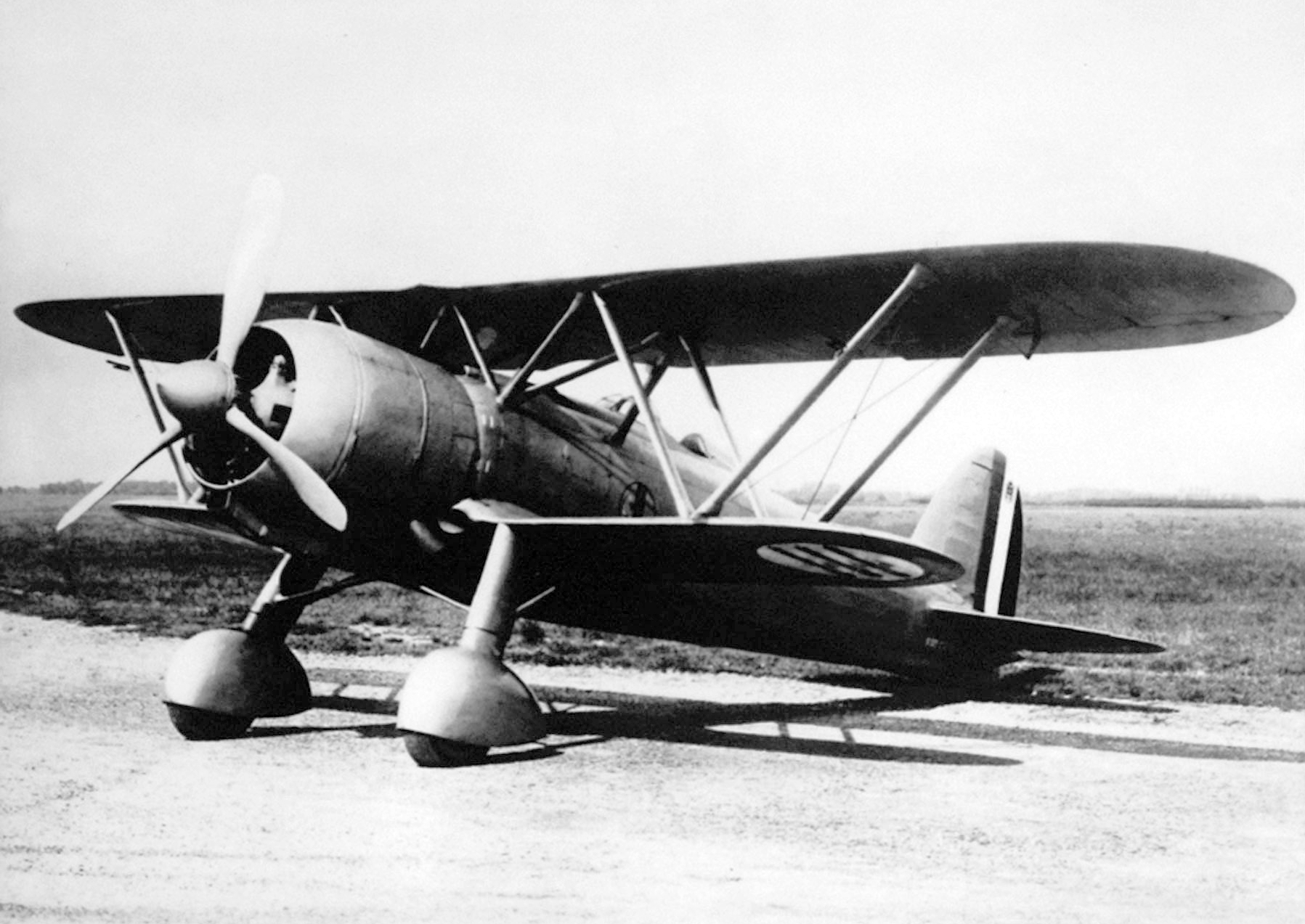
Fiat CR.42

CR.42戰鬥機是CR.32戰鬥機改良型，其生產商飛雅特把發動機改為更大馬力的風冷式，由於意大利戰機設計思維仍停留在第一次世界大戰，認為雙翼機的轉彎能力比單翼機的高速重要，故CR.42仍然是雙翼戰鬥機，在第二次世界大戰時仍是意大利空軍主力戰鬥機之一，例如在北非戰場上，CR.42經常要和比它先進的英製颶風式、噴火式戰鬥機等單翼戰鬥機交戰，在科技與性能劣勢下理所當然處於下風，最後CR.42於1942年停產。

## 基本資料
- 乘員：1人
- 機長：8.25米
- 翼展：9.7米（上翼）/6.5米（下翼）
- 機高：3.3米
- 空重：1,782公斤
- 載重：2,295公斤
- 最快速度：430公里/小時
- 航程：780公里
- 昇限：10,210米
- 發動機：飛雅特A74RC38風冷式發動機（890匹馬力）
- 武裝：4挺12.7毫米口徑SAFAT機槍+200公斤炸彈

## 使用國家
- 義大利
- 納粹德國
- 瑞典
- 比利时
- 西班牙
- 匈牙利王國